# Pashuk-Gletscher
Der Pashuk-Gletscher (bulgarisch ледник Пашук lednik Paschuk) ist ein steiler, 2,7 km langer und 600 m breiter Gletscher auf Smith Island im Archipel der Südlichen Shetlandinseln. Auf der Südostseite der Imeon Range fließt er vom Vakarel Saddle zwischen den Nebengraten des Antim Peak und des Evlogi Peak südlich des Kriwodol-Gletschers und nördlich des Rupite-Gletschers in südöstlicher Richtung zur Bransfieldstraße.
Bulgarische Wissenschaftler kartierten ihn 2009. Die bulgarische Kommission für Antarktische Geographische Namen benannte ihn 2010 nach dem kanadischen Segelyachtskipper Keri Pashuk, der mit seiner Northanger die Erstbesteigung des Mount Foster durch das Team um den Neuseeländer Greg Landreth logistisch unterstützt hatte.